# Mario Majoni
Mario Guglielmo Enrico Majoni (Quarto dei Mille, 27 maggio 1910 – Genova, 16 agosto 1985) è stato un pallanuotista e allenatore di pallanuoto italiano, vincitore di una medaglia d'oro all'Olimpiade di Londra 1948.

## Biografia
È stato il primo italiano ad essere introdotto nell'International Swimming Hall of Fame nel 1972, in seguito ai suoi successi ottenuti sia come giocatore che come allenatore di pallanuoto.
Oltre a tre titoli nazionali, ottenuti con tre diverse squadre (Rari Nantes Camogli, Rari Nantes Florentia e Canottieri Olona), con la Italia, squadra in cui indossò la calottina in 118 occasioni, conquistò l'oro europeo a Montecarlo 1947 e soprattutto la medaglia d'oro alle Olimpiadi di Londra 1948. All'indomani del trionfo olimpico smise i panni di giocatore e divenne l'allenatore della squadra azzurra con la quale partecipò ad altre quattro edizioni dei Giochi, conquistando la medaglia di bronzo ad Helsinki 1952, oltre ad un altro bronzo europeo a Torino 1954.

## Palmarès

### Giocatore

#### Club
- Campionato italiano: 3

Camogli: 1935
Florentia: 1936
Canottieri Olona: 1947

#### Nazionale
- Oro olimpico: 1

Italia: Londra 1948
- Oro ai campionati europei: 1

Italia: Montecarlo 1947

### Allenatore

#### Nazionale
- Bronzo olimpico: 1

Italia: Helsinki 1952
- Bronzo ai campionati europei: 1

Italia: Torino 1954